# Buntu Rantekambola
Buntu Rantekambola är ett berg i Indonesien.   Det ligger i provinsen Sulawesi Selatan, i den centrala delen av landet, 1 500 km öster om huvudstaden Jakarta. Toppen på Buntu Rantekambola är 3 455 meter över havet. Buntu Rantekambola ingår i Pegunungan Latimojong.
Terrängen runt Buntu Rantekambola är huvudsakligen bergig, men den allra närmaste omgivningen är kuperad.Runt Buntu Rantekambola är det glesbefolkat, med 19 invånare per kvadratkilometer. I omgivningarna runt Buntu Rantekambola växer i huvudsak städsegrön lövskog.